# Cibona Zagrzeb
KK Cibona Zagrzeb – chorwacki zawodowy klub koszykarski z siedzibą w Zagrzebiu. Klub powstał w 1946 roku jako Sloboda (tł. Wolność), jednak w ciągu kolejnych dziesięcioleci wielokrotnie zmieniał nazwę: na SD (tł. Stowarzyszenie Sportowe), Vihor (tł. Wicher), Polet (tł. Rozmach) i Lokomotiva (tł. Lokomotywa). Jako Lokomotiva klub był znany przez 25 lat, po czym w listopadzie 1975 przybrał nazwę sponsora – Cibona, pod którą występuje do dziś.
Do najbardziej znanych zawodników, którzy przywdziewali barwy tego klubu należą: Aramis Naglić, Aleksandar Petrović, Damir Mulaomerović, Josip Sesar, Zoran Planinić, Gordan Giriček, Nikola Prkačin, Davor Kus, Franjo Arapović, Marko Popović, Alan Gregov, Goran Kalamiza, Vladan Alanović, Krešimir Ćosić, Danko Cvjetičanin, Mirko Novosel, Dražen Petrović, Slaven Rimac czy Zoran Čutura.
Trenerami byli natomiast Mirko Novosel, Jasmin Repeša, Neven Spahija czy Dragan Šakota.

## Sukcesy
- 15-krotny mistrz Chorwacji w latach 1992-02, 2004, 2006-07, 2009
- 6-krotny zdobywca Pucharu Chorwacji w latach 1995-96, 1999, 2001-02, 2009
- 3-krotny mistrz Jugosławii w latach 1982, 1984-85
- 8-krotny zdobywca Pucharu Jugosławii w latach 1969, 1980-83, 1985-86, 1988
- 2-krotny mistrz Euroligi w latach 1985-86
- 2-krotny zdobywca Pucharu Raimundo Saporty w latach 1982, 1987
- zdobywca Pucharu Koracza w 1972 roku
- zdobywca Pucharu Triple Crown w 1985 roku
- finalista Pucharu Koracza w 1988 roku
- organizator Turnieju Otwarcia Euroligi w 2001 roku

### Skład mistrzowski Euroligi 1984-85
Dražen Petrović
Aleksandar Petrović
Andro Knego
Zoran Čutura
Mihovil Nakić
Sven Ušić
Branko Vukičević
Franjo Arapović
14 Ivo Nakić
Adnan Bečić
Igor Lukačić
trener Mirko Novosel

### Skład mistrzowski Euroligi 1985-86
Dražen Petrović
Aleksandar Petrović
Danko Cvjetičanin
Zoran Čutura
Mihovil Nakić
Sven Ušić
Branko Vukičević
Franjo Arapović
14 Ivo Nakić
Adnan Bečić
Damir Pavličević
Ivan Šoštarec
trener Željko Pavličević